# Eschweilera compressa
Eschweilera compressa är en tvåhjärtbladig växtart som beskrevs av John Miers. Eschweilera compressa ingår i släktet Eschweilera och familjen Lecythidaceae. IUCN kategoriserar arten globalt som akut hotad. Inga underarter finns listade i Catalogue of Life.

## Bildgalleri

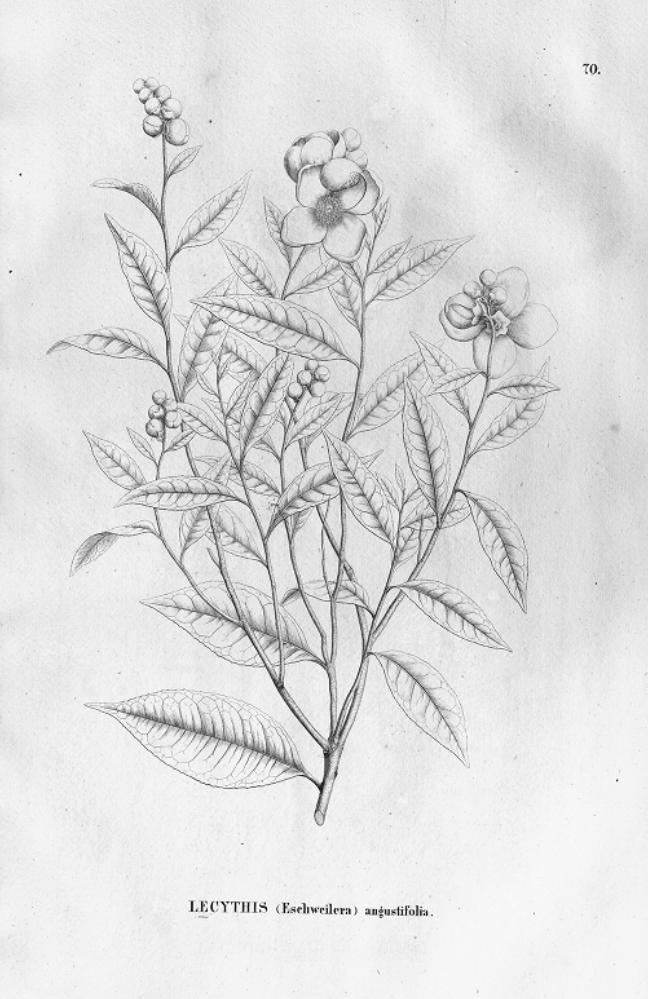